# David Mathews
David Mathews (* um 1739 in New York City, Provinz New York; † 28. Juli 1800 in Sydney, Britisch-Nordamerika) war ein britisch-amerikanischer Rechtsanwalt und von 1776 bis 1783 der 43. Bürgermeister von New York und damit der letzte zu britischen Kolonialzeiten.

## Leben
Mathews wurde um 1739 als Sohn des Politikers Vincent Mathews und Catalina Abeel, der Tochter von Johannes Abeel, des Bürgermeisters in Albany von 1694 bis 1695, geboren. Mathews erwarb 1754 einen A.M. Grad am College of New Jersey, der heutigen Princeton University. Am 6. November 1758 heiratete er in der Trinity Church in Manhattan Sarah Seymour. Mathews war 1770 einer der Gründer des Moot Clubs, einem Forum zur Rechtsdiskussion. Das Forum bestand aus William Livingston, James Duane, Gouverneur Morris, Stephen Delancey, John Jay, Egbert Benson und Robert R. Livingston. John Jay war im Jahr 1776 einer der Unterzeichner des Haftbefehls, der gegen ihn vorlag.
Im Februar 1776 wurde er als Loyalist vom britischen Gouverneur William Tryon zum 43. Bürgermeister von New York ernannt.
Mathews lebte in Manhattan und hatte seine Sommerresidenz in der Park Avenue im Stadtteil Flatbush. Die Residenz liegt an der Straßenkreuzung der Flatbush Avenue mit der Park Avenue.

## Plan zur Ermordung George Washingtons
Mathews wurde im Jahre 1776 beschuldigt, gemeinsam mit William Tryon in einen Plan verwickelt zu sein, George Washington, den Oberbefehlshaber der Kontinentalarmee und ersten Präsident der Vereinigten Staaten, zu entführen. Der Komplize Thomas Hickey wurde später hingerichtet.
Der New York State Comptroller bestellte die Verhaftung von Mathews. Er wurde am 22. Juni 1776 vom Leutnant Ezekiel Cornell verhaftet und nach Litchfield in Connecticut verbracht, wo er im Haus von Moses Seymour, einem Verwandten von Sarah Seymour, unter Hausarrest gestellt wurde. Der Befahl an Moses lautete:

“You are directed and required to take him under your Care and him safely convey from Hartford in Hartford county to Litchfield [...] aforesaid and him there hold and keep in safe Custody permitting him only to walk abroad for the Benefit of the Air in the Day Time and to attend Divine Service at some place of public worship and that under your law or that of some other trusty keeper on the Sabbath Day, until you secure further Orders from me or from the Provincial Convention of the State of New York”

In einem Brief an einen ehemaligen Studienkameraden aus Princeton bestritt Mathews seine Verschwörung gegen Washington:

“I have made so many fruitless applications lately that I am almost discouraged putting pen to paper again. It is verily believed throughout this Colony, that I was concerned in a Plot to assassinate George Washington and blow up the Magazine in New York? The Convention well knows such a report prevails. They also know it is false as hell is false.”

Später genoss er ein größeres Maß an Freiheit und traf sich mit anderen Loyalisten wie Joel Stone, der ihm bei seiner Flucht half. Am 27. November 1776 sandte Seymour folgenden Fahndungsaufruf an das Connecticut Journal:
```
FIFTY DOLLARS reward                                   November 27, 1776

On the night after the 20th instant escaped from Litchfield
David Mathews Esq., late Mayor of the City of New
York, who was some months since taken from hence, on
being charged with high crimes against the American States, but on
giving his parole was admitted to certain limits, which he has
most basely and perfidiously deserted. He is well made, about
6 feet high, short brown hair, about 39 years old, and has a very
plausible way of deceiving people. It is supposed he will endeavor
to get to Long Island, where his family now resides.
Whoever shall take him up and return him to the subscriber in Litchfield,
shall receive the above reward and necessary charges...

```

Noch im gleichen Jahr konnte Mathews unter der britischen Besetzung New Yorks sein Amt wieder antreten. In seiner Amtszeit kamen in New York zahlreiche Kriegsgefangene der Revolutionsarmee um. Mathews, den viele Zeitgenossen für einen gewissenlosen Juristen und gierigen Menschen hielten, wurde 1779 von den Abgeordneten des Staates New York in Abwesenheit zum Tode verurteilt, sein Vermögen wurde eingezogen. Bei Abzug der Briten im Jahr 1783 ging er mit anderen Loyalisten nach Nova Scotia im heutigen Kanada, wo er große Ländereien erwarb, und 1786 nach Cape Breton Island, wo er Anklagevertreter des Staates wurde. 1800 starb er dort.